# St. Felicitas (Untertrubach)

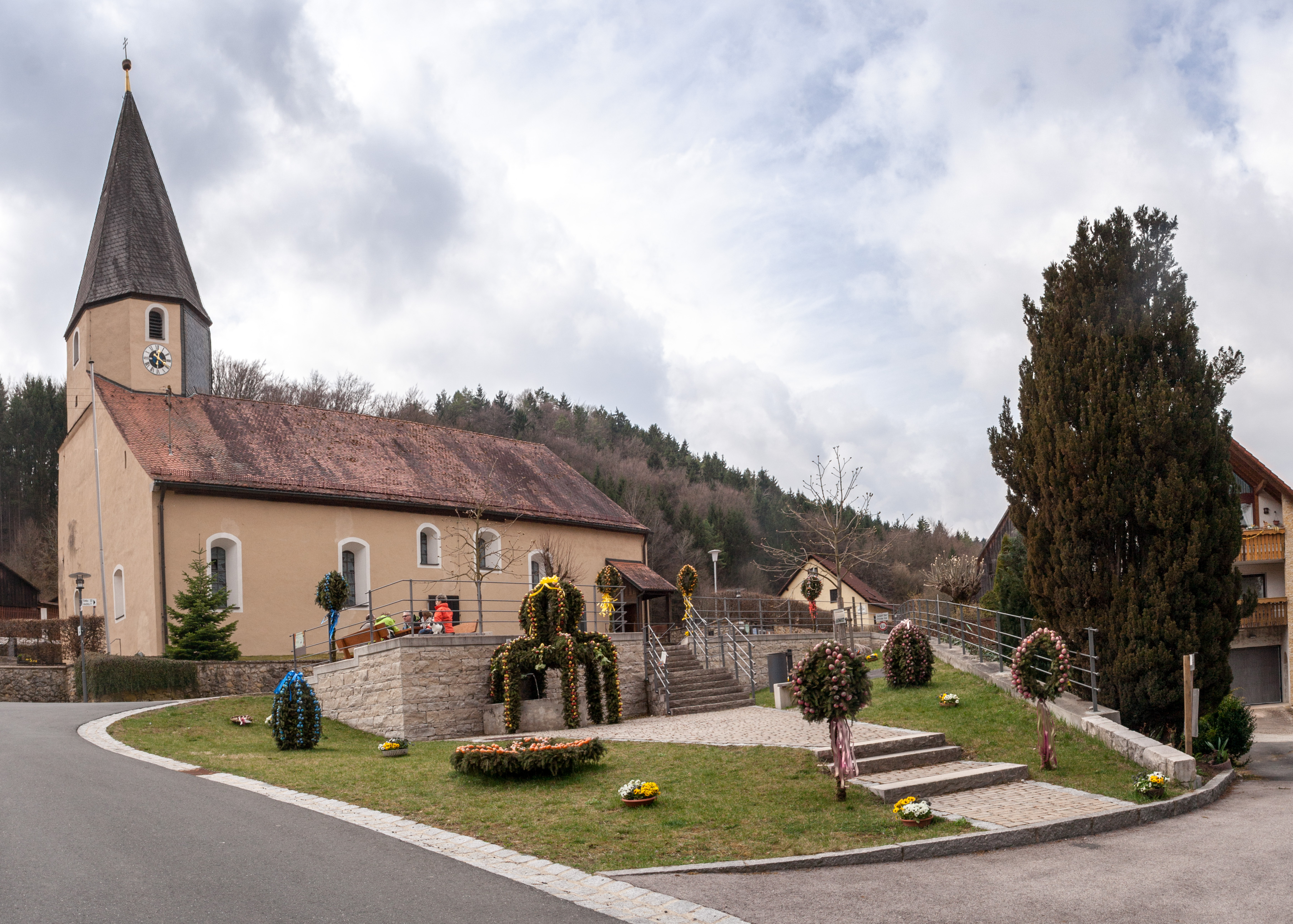
St. Felicitas (Untertrubach)

Die römisch-katholische, denkmalgeschützte Filialkirche St. Felicitas steht in Untertrubach, einem Gemeindeteil der Gemeinde Obertrubach im Landkreis Forchheim (Oberfranken, Bayern). Die Kirche ist unter der Denkmalnummer D-4-74-156-19 als Baudenkmal in der Bayerischen Denkmalliste eingetragen. Die Pfarrei gehört zum Seelsorgebereich Fränkische Schweiz im Dekanat Forchheim des Erzbistums Bamberg.

## Beschreibung
Die Saalkirche stammt im Kern aus der Mitte des 13. Jahrhunderts. Das an den Chorturm nach Westen angebaute Langhaus wurde 1628 nach Norden nach einem Entwurf von Giovanni Bonalino verbreitert und mit einem neuen Satteldach bedeckt. 1981/82 wurde der Innenraum umgestaltet. Das oberste Geschoss des Chorturms, das die Turmuhr und den Glockenstuhl mit drei Kirchenglocken beherbergt, ist achteckig. Auf ihm sitzt eine spitze, schiefergedeckte Haube. Der ehemalige Chor, d. h. das Erdgeschoss des Chorturms, wurde Sakristei. Zur Kirchenausstattung gehört der 1715 gebaute Altar im Chor, dessen  Statuen von Johann Michael Doser stammen. Auf der Empore im Westen wurde 2006 die von Hans Versteegt gebaute elektronische Orgel mit 36 Registern, 2 Manualen und einem Pedal aufgestellt.